# Brasura lobata
Brasura lobata är en insektsart som beskrevs av Nielson 1991. Brasura lobata ingår i släktet Brasura och familjen dvärgstritar. Inga underarter finns listade i Catalogue of Life.